# 폭스바겐 그룹
폭스바겐 그룹(독일어: Volkswagen Group 폴크스바겐 그룹[*]) 또는 폭스바겐 주식회사(독일어: Volkswagen Aktiengesellschaft)는 독일의 자동차 제조 그룹이다. 1937년에 베를린에서 창립하였으며 현재 본사와 메인 공장은 볼프스부르크에 위치해 있다. 2015년 기준으로 세계 자동차 그룹 순위 2위를 기록 하였다.

## 계열사
- 폭스바겐 브랜드
  - 스코다 (Skoda)
  - 벤틀리 (Bentley)
  - 아우디 (Audi)
  - 람보르기니 (Lamborghini)
  - 포르쉐 (Porsche)
  - 폭스바겐 (Volkswagen)
  - 부가티 (Bugatti)
  - 세아트 (Seat)
  - 만 (MAN)
  - 스카니아 (SCANIA)

## 같이 보기
- 폭스바겐 배기가스 조작(디젤 게이트)
- 디젤 엔진
- 디젤 배기
- 배기 재순환
- FTP-75
- 터보차저 직분사
- NOx 저감장치
- 차량규제